# Scheldeprijs 2001
De 89e editie van de Scheldeprijs werd gereden op woensdag 25 april 2001 over een afstand van 208 km. De Italiaanse renner Endrio Leoni won de wedstrijd voor het tweede jaar op rij. Het podium werd vervolledigd met Jeroen Blijlevens en Kurt-Asle Arvesen.

## Uitslag
| rang | renner            | land             | tijd       |
| ---- | ----------------- | ---------------- | ---------- |
| 1    | Endrio Leoni      | Italië           | 4u 49' 00" |
| 2    | Jeroen Blijlevens | Nederland        | z.t.       |
| 3    | Kurt-Asle Arvesen | Noorwegen        | z.t.       |
| 4    | Fred Rodriguez    | Verenigde Staten | z.t.       |
| 5    | Remco van der Ven | Nederland        | z.t.       |
| 6    | Servais Knaven    | Nederland        | z.t.       |
| 7    | Andreas Klier     | Duitsland        | z.t.       |
| 8    | Franck Renier     | Frankrijk        | z.t.       |
| 9    | Björn Leukemans   | België           | z.t.       |
| 10   | Chris Peers       | België           | z.t.       |